# Менделеевка
Менделеевка (укр. Менделєєвка) — село,
Криничеватский сельский совет,
Никопольский район,
Днепропетровская область,
Украина.
Код КОАТУУ — 1222982809. Население по переписи 2001 года составляло 91 человек.

## Географическое положение
Село Менделеевка находится на одном из истоков реки Солёная,
ниже по течению на расстоянии в 2,5 км расположено село Дружба.